# Kentucky Pride
Kentucky Pride es una película dramática muda estadounidense de 1925 de Fox Film sobre la vida de un criador y corredor de caballos, dirigida por el famoso director de cine John Ford y protagonizada por Henry B. Walthall (quien había interpretado previamente al pequeño coronel en la controvertida película de 1915 de DW Griffith El nacimiento de una nación). Es una de las obras menos conocidas de Ford, pero ha sido elogiada por su dulzura y encanto y su hermosa descripción de la vida de los caballos y la relación entre el protagonista y su hija. En la película aparecen varios caballos de carreras de pura sangre muy conocidos, incluido el legendario Man o' War. Una copia de Kentucky Pride se encuentra en el archivo de películas del Museo de Arte Moderno.

## Trama
La trama trata sobre Beaumont, un criador de caballos aficionado a los juegos de azar, que no tiene suerte. Después de perder en el póquer y verse obligado a renunciar a varios de sus caballos para cubrir sus pérdidas, Beaumont lo apuesta todo y vuelve a perder cuando su caballo, Virginia's Future, de repente se cae y se rompe una pierna mientras lideraba la manada en una carrera crítica.  La esposa egoísta de Beaumont le dice al entrenador del caballo, Mike Donovan, que mate al caballo herido y abandona a Beaumont por Greve Carter, un vecino acomodado. Beaumont también pierde su relación con Virginia, su hija de su matrimonio anterior. Beaumont y Donovan logran salvar Virginia's Future, y ella da a luz un potro (o una potra) llamado Confederacy, pero sus problemas financieros lo obligan a vender tanto el potro como la yegua. Confederacy es maltratado por su nuevo propietario, un traficante de chatarra extranjero, y Virginia's Future se ve obligado a realizar trabajos forzados como caballo de carga. Pero cuando Confederacy se inscribe más tarde para correr en el Futurity, montado por el hijo de Mike Donovan, Danny, Beaumont reúne todo lo que puede y apuesta todo de nuevo. Esta vez gana. Se reencuentra con su hija y vuelve a comprar el potro, dándole una buena vida en el pasto.

## Reparto
- Gertrude Astor como la Señora Beaumont, segunda esposa egoísta del Señor Beaumont
- Peaches Jackson como la hija Virginia de Beaumont
- J. Farrell MacDonald como Mike Donovan, entrenador de caballos
- Winston Miller como el hijo de Mike Donovan, Danny
- Belle Stoddard como la Señora Donovan
- Malcolm Waite como el vecino Greve Carter
- Henry B. Walthall como el Señor Beaumont, el protagonista criador de caballos
- George H. Reed
- Sayre Dearing como espectador del hipódromo (sin acreditar)

Varios caballos notables aparecieron en la película, incluyendo
- Man o' War, ampliamente considerado como uno de los mejores caballos de carrera de todos los tiempos, ganador de Preakness Stakes y Belmont Stakes y muchas otras carreras destacadas (no inscritas en el Derby de Kentucky )
- Fair Play, padre de Man o' War y varios otros purasangres de renombre, descendencia que incluye Display, Mad Play, Ladkin, Mad Hatter, Chance Play, Chance Shot y Fairmount
- Negofol, ganador de raza francesa del Prix de Guiche de 1909, padre de varios caballos famosos, incluidos Coventry, Hourless y Vito .
- The Finn, ganador del Belmont Stakes de 1915 y padre de Zev y Flying Ebony
- Morvich, ganador del Derby de Kentucky de 1922 (el primer caballo de carreras criado en California en ganar el derbi)

## Recepción
The New York Times no revisó la película en el momento de su lanzamiento. En un comentario crítico posterior, Joseph McBride dijo que la película tiene "una dulzura y un encanto inesperados", y Shigehiko Hasumi la elogió por su hermosa descripción de la vida de los caballos y la relación entre el protagonista y su hija. Scott Eyman dijo que " Kentucky Pride sigue siendo una película descarada, descaradamente efectiva".